# VIII Rada Narodowa Rzeczypospolitej Polskiej
VIII Rada Narodowa Rzeczypospolitej Polskiej – zwołana została 10 czerwca 1989 r. Składała się ze 133 osób: 52 delegowanych przez stronnictwa i ugrupowania polityczne, 30 wybranych w wyborach powszechnych w Wielkiej Brytanii, 11 wybranych w wyborach na obszarze Skandynawii (Szwecja, Norwegia i Dania), Holandii, Belgii i Luksemburga oraz Szwajcarii, Austrii i Włoch, 4 powołanych przez Prezydenta Rzeczypospolitej spośród organizacji wyznaniowych, 26 delegowanych przez naczelne organizacje społeczne, kombatanckie, naukowe, kulturalno-oświatowe i młodzieżowe, 10 powoływanych przez Prezydenta Rzeczypospolitej z obszaru Wielkiej Brytanii. Rada uległa rozwiązaniu po ukonstytuowaniu się Sejmu i Senatu wybranego w powszechnych, wolnych wyborach. Ostatnie posiedzenie Rady odbyło się 8 grudnia 1991 r.

## Członkowie VIII Rady Narodowej Rzeczypospolitej Polskiej[5]

### Z wyboru

#### Wielka Brytania
- Jerzy Ostoja-Kozniewski
- Teresa Affeltowicz
- Tadeusz Batorowicz
- Władysław Bednarek
- Leszek Bełdowski
- Jacek Bernasiński
- Bolesław Bokszczanin
- Tadeusz Cymbaluk
- Kazimierz Dubrawski
- Kazimierz Dudzik
- Danuta Gradosielska
- Jerzy Hostyński
- Bolesław Indyk
- Bolesław Janakowski
- Zdzisław Kaczmarczyk
- Czesław Kadow
- Zygmunt Kędzierski
- Jerzy Kowalczyk
- Elżbieta Kurzawa
- Stanisław Librowski
- Jan Łukasiewicz
- Tadeusz Musioł
- Krystyna Naplocha
- Barbara Orłowska
- Krzysztof Osuch
- Jerzy Palmi
- Stefania Podsiadła
- Artur Rynkiewicz
- Jan Szafrański
- Ryszard Zakrzewski
- Dominik Zajączkowski

#### Szwecja
- Michał Bieniasz
- Jolanta Halkiewicz
- Stanisław Trociński

#### Dania
- Katarzyna Filipowicz-Polańska

#### Norwegia
- Jacek Juniszewski

#### Belgia
- Edward Pomorski
- Bronisław Ręcki

#### Holandia
- Stanisław Werner

#### Szwajcaria
- Jerzy Miodowski
- Janusz Morkowski
- Przemysław Turski

### Delegowani przez stronnictwa polityczne

#### Liga Niepodległości Polski
- Jerzy Zaleski
- Jerzy Ostoja-Koźniewski
- Ferdynand Pasiecznik
- Fuad Szehidowicz
- Wacław Świeszczowski
- Lech Kantecki
- Roman Lewicki
- Maksymilian Bociek

#### Polskie Stronnictwo Ludowe
- Bolesław Grzybowski
- Roman Sitkowski
- Józef Kisza
- Leon Łukowski
- Helena Stefańczykowa
- Józef Sukiennik
- Władysław Szkoda
- Stanisław Wiszniewski

#### Niezależna Grupa Społeczna
- Mieczysław Skowroński-Sas
- Ryszard Kaczorowski
- Walery Choroszewski
- Leonidas Kliszewicz
- Otylia Szczepańska
- Bolesław Dobski
- Jan Maślonka

#### Stronnictwo Chrześcijańskiej Demokracji
- Aleksander Snastin
- Zygmunt Szkopiak
- Jerzy Jaskowski
- Irena Czarnecka
- Cezary Sierankowski
- Wiktor Waliński
- Tadeusz Stella

#### Polska Partia Socjalistyczna
- Stanisław Borczyk
- Zbigniew Glanowski
- Andrzej Kołodziej
- Włodzimierz Olejnik
- Maria Palmer
- Zbigniew Scholtz
- Zbigniew Jasieńczyk-Słupnicki
- Stanisław Wąsik

#### Komitet Zagraniczny Stronnictwa Pracy
- Miron Andryszewski
- Tadeusz Andersz
- Tadeusz Drzewicki
- Kazimierz Jeremicz
- Antoni Lewandowski
- Jan Niedzielski
- Władysław Pelc
- Zofia Pelc

#### Niezależny Ruch Społeczny
- Stefan Pietrszewski
- Tadeusz Krzystek
- R. Kulik
- P. Hołyńska

### Powołani przez Prezydenta RP spośród organizacji wyznaniowych

#### Instytut Polskiej Akcji Katolickiej
- vacat

#### Polski Kościół Prawosławny
- vacat

#### Zrzeszenie Polaków Ewangelików
- Andrzej Sągajłło

#### Organizacja Wyznaniowa Żydów Polskich
vacat

### Delegowani przez organizacje społeczne, kombatanckie, naukowe, kulturalno-oświatowe i młodzieżowe

#### Zjednoczenie Polskie w Wielkiej Brytanii
- Jan Sochacki
- Irena Grocholewska
- Kazimierz Przedmoyski
- Tomasz Skiba

#### Zjednoczenie Polek na Emigracji
- Adela Wilkowa

#### Obywatelski Związek Polek na Uchodźstwie
- Wanda Dziedzicowa

#### Stowarzyszenie Polskich Kombatantów
- Zdzisła Kołodziejski
- Andrzej Polniaszek

#### Rada Kół Oddziałowych
- Wałter Szczepański
- Józef Wojtecki

#### Stowarzyszenie Lotników Polskich
- Bronisław Lasota
- Wiktoria Puszczańska

#### Koło b. Żołnierzy AK
- Franciszek Miszczak
- Józef Rusecki

#### Koło Kobiet Żołnierzy PSZ
- Zofia Galewska

#### Związek Inwalidów Wojennych PSZ
- Jan Królicki

#### Polskie Towarzystwo Naukowe na Obczyźnie
- Edward Szczepanik

#### Zrzeszenie Studentów i Absolwentów Polskich na Uchodźstwie
- vacat
- vacat

#### Związek Rolników Polskich w Wielkiej Brytanii
- Jan Mazur

#### Związek Ziem Wschodnich RP
- Anna Nowak
- Jan Miszkiel
- Aleksander Łappo

#### Koło Lwowian
- Erwin Mehlem

#### Przedstawiciele organizacji po stanie wojennym
- Jadwiga Grochowska
- vacat

### Powołani przez Prezydenta RP
- Lidia Ciołkoszowa
- Ludwik Maria Łubieński
- Halina Martinowa
- Bohdan Wendorff
- Franciszek Wilk
- Zygmunt Szadkowski
- Jan Kazimierski
- Zdzisław Szopis
- Anna Sabbatowa[6]
- vacat

#### Powołani przez Prezydenta RP z terenu Francji[7]
- Bolesław Natanek
- Rafał Gan-Ganowicz
- Wiridiana Rey

## Prezydium Rady Narodowej[8]
- Zygmunt Szadkowski - Przewodniczący
- Teresa Affeltowicz - Zastępca Przewodniczącego
- Miron Andryszewski - Zastępca Przewodniczącego
- Lidia Ciołkoszowa - Zastępca Przewodniczącego
- Jerzy Jaskowski - Zastępca Przewodniczącego
- Lech Kantecki - Zastępca Przewodniczącego
- Zdzisław Kołodziejski - Zastępca Przewodniczącego
- Halina Martinowa - Sekretarz
- Anna Nowakowa - Sekretarz
- Stefan Pietraszewski - Sekretarz